# Das Eiserne Kreuz

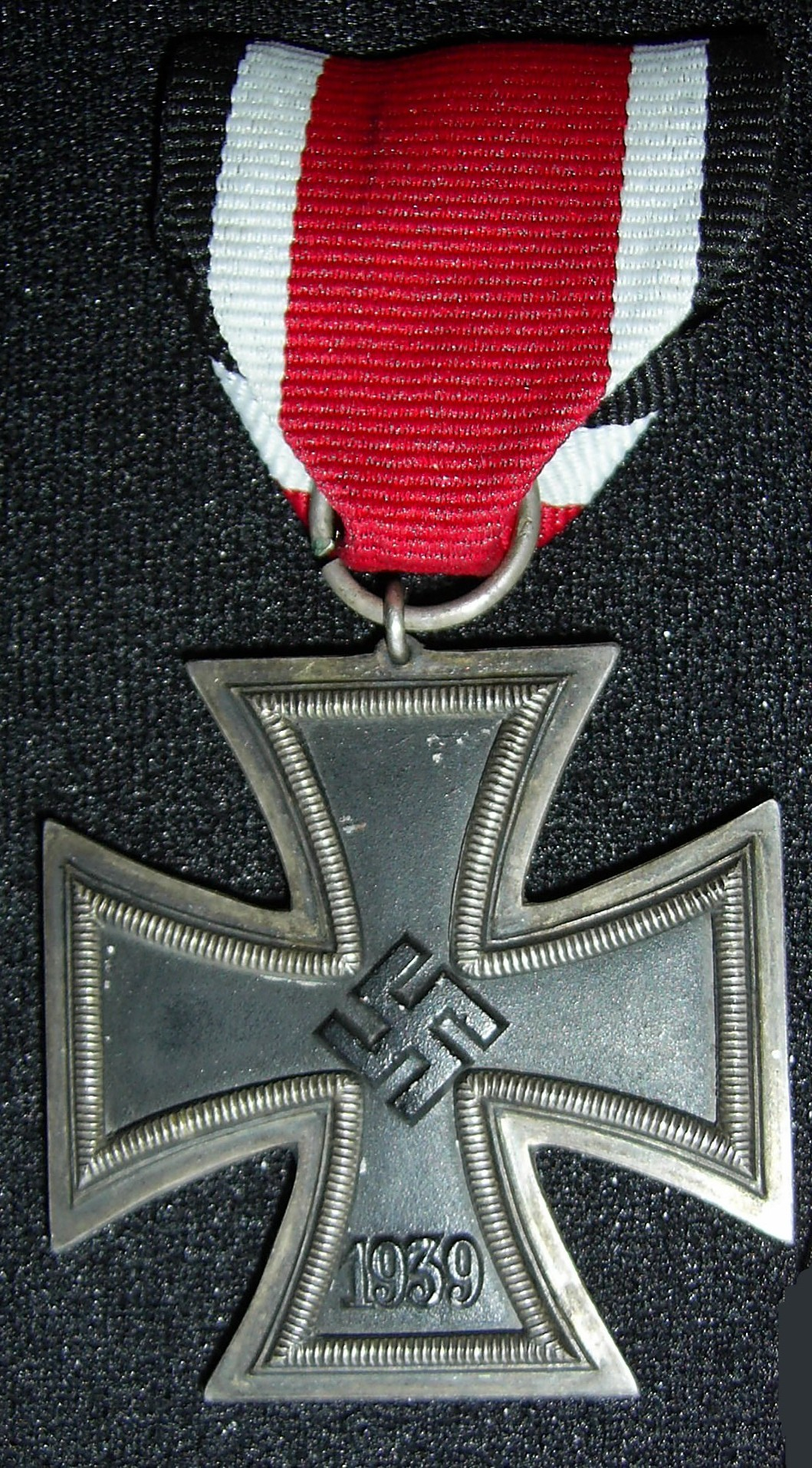
Das namensgebende Eiserne Kreuz

Das Eiserne Kreuz ist eine Kurzgeschichte von Heiner Müller. Sie wurde im Jahre 1956 veröffentlicht. Es wird die Situation beschrieben, in der ein nationalsozialistisch gesinnter Familienvater aus Stargard in Mecklenburg nach der Selbsttötung Hitlers im April 1945 beschließt, sich und seine Familie umzubringen, ein in den letzten Kriegstagen häufiges Phänomen, dem z. B. allein in Stargard 120 Menschen zum Opfer fielen. Häufig spielten neben blindem Fanatismus bis in den Tod auch befürchtete oder tatsächlich erlebte Kriegsverbrechen der Roten Armee eine Rolle.

## Inhalt
Mit dem Eisernen Kreuz festlich geschmückt, fragt der Familienvater seine Frau und Tochter, ob sie bereit seien, aus Treue zu Hitler mit ihm zu sterben. Auf dem Weg aus der Stadt hinaus in den Wald lässt er die Frauen vorausgehen. Währenddessen kann er sich keine Klarheit darüber verschaffen, ob er befürchten müsse, dass sie ihm davonlaufen oder ob nicht besser er selbst weglaufen solle. Seine Absicht, die Waffe fortzuwerfen, gibt er auf, als die Frauen auf ihn warten. Während seine Frau sich weinend an ihn klammert, erschießt er seine Tochter, dann seine schreiende Frau. Sich selbst tötet er nicht, weil ihm nun niemand den Selbstmord befehlen noch ihn jemand sehen kann. Danach geht er nicht nach Hause, sondern läuft in westlicher Richtung davon. Nachdem er festgestellt hat, dass seine Lage nicht hoffnungslos ist, wirft er die Waffe und das Eiserne Kreuz fort.

## Interpretation
Die Geschichte soll zeigen, wie Fanatismus und blinder Gehorsam das Leben und Glück der Menschen vernichtet, dass sogar die Täter selbst Opfer ihrer gewalttätigen Haltung werden können. Entlarvt wird gleichzeitig auch die Feigheit der scheinbar gesinnungstreuen Nazis, die zwar bereit sind, andere zu ermorden, vor Gewalt gegen sich selbst aber zurückschrecken und in der Aussicht, sich mit den neuen Machthabern arrangieren zu können, im Grunde inkonsequent handeln. Offen bleibt die Frage, ob diese Inkonsequenz positiv als Abkehr von den falschen Idealen zu bewerten ist, oder aber umgekehrt die offensichtliche Gesinnungslosigkeit des aufrechten Nazis kritisiert wird.